# Lophiocarpaceae
Lophiocarpaceae Doweld & Reveal, 2008 è una famiglia di piante angiosperme dell'ordine Caryophyllales.

## Tassonomia
La famiglia comprende i seguenti generi:
- Corbichonia Scop.
- Lophiocarpus Turcz.